# Vĩnh Hưng, Bình Giang
Vĩnh Hưng là một xã thuộc huyện Bình Giang, tỉnh Hải Dương, Việt Nam.
Tên của xã được ghép từ tên của hai xã cũ là Hưng Thịnh và Vĩnh Tuy.

## Địa lý
Xã Vĩnh Hưng là xã cực bắc của huyện Bình Giang. Một phần của xã nằm ở phía bờ bắc sông Sặt (địa bàn xã Hưng Thịnh cũ).
Xã Vĩnh Hưng có vị trí địa lý:
- Phía đông giáp xã Hùng Thắng
- Phía tây giáp tỉnh Hưng Yên
- Phía nam giáp thị trấn Kẻ Sặt và xã Vĩnh Hồng
- Phía bắc giáp huyện Cẩm Giàng.

Xã Vĩnh Hưng có diện tích 6,43 km², dân số năm 2018 là 6.727 người, mật độ dân số đạt 1.046 người/km².

## Lịch sử
Trước đây xã Vĩnh Hưng vốn là hai xã Vĩnh Tuy và Hưng Thịnh.
Trước khi sáp nhập, xã Vĩnh Tuy có diện tích 4,46 km², dân số là 4.003 người, mật độ dân số đạt 8.98 người/km². Xã Hưng Thịnh có diện tích 1,97 km², dân số là 2.724 người, mật độ dân số đạt 1.383 người/km².
Ngày 16 tháng 10 năm 2019, Ủy ban Thường vụ Quốc hội ban hành Nghị quyết số 788/NQ-UBTVQH14 về việc sắp xếp các đơn vị hành chính cấp huyện, cấp xã thuộc tỉnh Hải Dương (nghị quyết có hiệu lực từ ngày 1 tháng 12 năm 2019). Theo đó, sáp nhập toàn bộ diện tích và dân số của hai xã Hưng Thịnh và Vĩnh Tuy thành xã Vĩnh Hưng.

## Di tích

### Đình Hồ Liễn
Đình làng Hồ Liễn là di tích lịch sử có từ thời nhà Đinh. Đình, chùa làng Hồ bị địch phá khi đến đóng bốt nay đã phục hồi chùa ở bến đò Mao, đình chỉ còn phần hậu cung thờ hai vị Thành hoàng. Còn giữ được thần phả đã dịch ra chữ quốc ngữ, tóm tắt như sau: Vị Thành hoàng thứ nhất là người làng, con ông Phạm Hoàng và bà Trương Thị Bạch tên hiệu là Huyền Thông Thái úy. Phạm Nhật Công là tướng của Đinh Bộ Lĩnh có công dẹp loạn 12 sứ quân thống nhất đất nước Đại Cồ Việt.
Vị thần thứ hai là công chúa con vua Lý Cao Tôn, về chùa Hồ cắt tóc đi tu, sau tịch ở chùa Đức Minh huyện Gia Lộc.